# Younger Dreams
Younger Dreams es el quinto álbum de la banda Our Last Night lanzado el 16 de junio de 2015 a través de su propio sello discográfico Our Last Night Records.

## Lista de canciones
Toda la música compuesta por Our Last Night.
1. Prisioners – 3:52
2. Road To The Throne – 3:41
3. Home – 4:33
4. White Tiger – 3:23
5. A World Divided – 4:04
6. Diamonds – 3:53
7. Living Now – 4:23
8. Younger Dreams – 3:34
9. Imaginary Monster – 3:35
10. Forgotten Souls – 3:27
11. Barricades – 4:01

## Créditos

### Our Last Night
- Trevor Wentworth - vocalista
- Matt Wentworth - guitarra líder, vocalista
- Alex "Woody" Woodrow - bajo
- Tim Molloy - batería

## Producción
- Producido por Matt Wentworth

- Datos: Q49835762